# Осова (Мазовецьке воєводство)
Осова (пол. Osowa) — село в Польщі, у гміні Кучборк-Осада Журомінського повіту Мазовецького воєводства.
Населення — 48 осіб (2011).
У 1975-1998 роках село належало до Цехановського воєводства.

## Демографія
Демографічна структура станом на 31 березня 2011 року:
|          | Загалом | Допрацездатний вік | Працездатний вік | Постпрацездатний вік |
| -------- | ------- | ------------------ | ---------------- | -------------------- |
| Чоловіки | 27      | 2                  | 20               | 5                    |
| Жінки    | 21      | 2                  | 11               | 8                    |
| Разом    | 48      | 4                  | 31               | 13                   |